# Собко, Василий Алексеевич
Василий Алексеевич Собко (22 марта 1911, деревня Поярки, Харьковская губерния — 30 сентября 2004, Москва) — инженер-полковник, руководитель предприятий золотоплатиновой промышленности СССР и советско-германского акционерного общества «Висмут»; Герой труда ГДР.

## Биография
С 1926 г. работал чернорабочим: в доме крестьянина в селе Засулье Роменского округа, на стройке в «Криворожском горкомозе» (с 1927 г.). В 1927—1931 гг. — горнорабочий шахты № 3 рудника «Советский» (трест «Руда», «Главруда»; Кривой Рог).
В 1936 г. окончил Ленинградский Горный институт. С 1936 г. работал в тресте «Якутзолото» («Главзолото», Якутская АССР): главным механиком, начальником автотранспортного управления (с 1937 г.), заместителем директора (с 1938 г.), исполняющим обязанности директора Аллахюньского приискового управления. С 1939 г. — заместитель управляющего трестом «Джугзолото» (Якутская АССР). В 1945 г. получил звание инженера-подполковника, а позднее — инженера-полковника.
С 1948 г. — заместитель начальника ГУ МВД СССР. С 1953 г. — Генеральный директор советско-германского Боксито-алюминиевого акционерного общества «Мособал» (с сохранением в действующем резерве МВД СССР).
В 1955—1962 гг. служил в ГДР начальником объекта, Генеральным директором (с 1956 г.) СГАО «Висмут». Под его руководством были ликвидированы нерентабельные горные и обогатительные предприятия и созданы новые, в том числе крупнейший в то время завод по переработке урановых руд и получения концентратов; выросла производительность труда и выпуск продукции, при этом численность работающих была сокращена с 200 тыс. до 120 тыс. человек. Это позволило снизить себестоимость урановых концентратов почти в 2 раза.
С 1962 г. — начальник 8-го управления, с 1966 г. — начальник главка Минсредмаша. В 1972 г. вышел на пенсию, до 1985 г. продолжал работать консультантом Минсредмаша.
В 1939—1940 гг. избирался членом пленума 1-го созыва Аллах-Юньского райкома ВКП(б) (Якутская АССР), членом президиума «Райкома добычи золота и платины».

## Награды и признание
- грамоты и денежные вознаграждения (1942) — за образцовое выполнение правительственного задания по добыче цветных металлов
- занесён в «Книгу Почёта передовиков социалистического строительства» (1942, Указ Президиума Верховного совета Якутской АССР)
- орден Красной Звезды (1950) — за безупречную службу в МВД
- орден Ленина
- Золотая Звезда Героя труда ГДР[источник не указан 4205 дней] — за успешное руководство СГАО «Висмут».